# Pietro Solero
Pietro Solero (Tonengo, 30 novembre 1911 – Torino, 19 novembre 1973) è stato un presbitero, militare, alpinista, scrittore e fotografo italiano.

## Biografia
Pietro Solero nacque a Tonengo di Mazzè il 30 novembre 1911 intraprendendo sin da giovane la carriera ecclesiastica, compiendo studi a Pinerolo ed Ivrea per poi essere finalmente ordinato sacerdote nel 1935 venendo destinato a Rosone Piantonetto in Valle Orco.
Grande appassionato di alpinismo, si distinse negli anni della sua reggenza della parrocchia per le molte escursioni e studi sulle montagne circostanti e in particolare nel complesso del Gran Paradiso, collaborando all'apertura di molte vie ed alla redazione della prima "Guida al Gran Paradiso" redatta con gli esperti Andreis, Chabod e Santi. Ottimo fotografo, si guadagnò il soprannome di Cappellano del Gran Paradiso a partire dal 1940 quando venne richiamato al servizio militare come cappellano militare proprio nel reparto degli alpini (battaglioni Edolo, Val Toce e Val d'Orco). In questa veste egli prese parte alla campagna d'Albania e fu poi in Grecia ed in Francia, sostando a lungo in particolare in Savoia e nel Delfinato ove ebbe modo di approfondire i complessi montuosi dell'area.
Dopo l'8 settembre 1943 fu internato per qualche tempo in campo di concentramento per poi essere rilasciato e destinato all'Ospedale Militare di Torino ove morì il 19 novembre 1973.

## Opere
- Appunti sulla storia di Tonengo Canavese, pubblicazione a cura dell'Associazione Mattiaca, Via Italia, 51, Mazzè